# Bizonnes
Bizonnes és un municipi francès situat al departament de la Isèra i a la regió d'Alvèrnia-Roine-Alps. L'any 2007 tenia 702 habitants.

## Demografia

### Població
El 2007 la població de fet de Bizonnes era de 702 persones. Hi havia 269 famílies de les quals 62 eren unipersonals (25 homes vivint sols i 37 dones vivint soles), 79 parelles sense fills, 99 parelles amb fills i 29 famílies monoparentals amb fills.
La població ha evolucionat segons el següent gràfic:
Habitants censats

### Habitatges
El 2007 hi havia 329 habitatges, 276 eren l'habitatge principal de la família, 30 eren segones residències i 23 estaven desocupats. 319 eren cases i 10 eren apartaments. Dels 276 habitatges principals, 237 estaven ocupats pels seus propietaris, 32 estaven llogats i ocupats pels llogaters i 7 estaven cedits a títol gratuït; 5 tenien dues cambres, 24 en tenien tres, 62 en tenien quatre i 185 en tenien cinc o més. 204 habitatges disposaven pel capbaix d'una plaça de pàrquing. A 100 habitatges hi havia un automòbil i a 152 n'hi havia dos o més.

### Piràmide de població
La piràmide de població per edats i sexe el 2009 era:
| Homes | Edats   | Dones |
| ----- | ------- | ----- |
| 0     | 95 o +  | 0     |
| 0     | 90 a 94 | 0     |
| 12    | 85 a 89 | 8     |
| 0     | 80 a 84 | 4     |
| 16    | 75 a 79 | 16    |
| 12    | 70 a 74 | 8     |
| 4     | 65 a 69 | 16    |
| 24    | 60 a 64 | 8     |
| 12    | 55 a 59 | 8     |
| 24    | 50 a 54 | 24    |
| 24    | 45 a 49 | 12    |
| 16    | 40 a 44 | 32    |
| 32    | 35 a 39 | 20    |
| 32    | 30 a 34 | 32    |
| 12    | 25 a 29 | 12    |
| 20    | 20 a 24 | 0     |
| 20    | 15 a 19 | 24    |
| 16    | 10 a 14 | 20    |
| 40    | 5 a 9   | 24    |
| 32    | 0 a 4   | 12    |

## Economia
El 2007 la població en edat de treballar era de 460 persones, 344 eren actives i 116 eren inactives. De les 344 persones actives 322 estaven ocupades (192 homes i 130 dones) i 22 estaven aturades (5 homes i 17 dones). De les 116 persones inactives 45 estaven jubilades, 24 estaven estudiant i 47 estaven classificades com a «altres inactius».

### Ingressos
El 2009 a Bizonnes hi havia 302 unitats fiscals que integraven 810,5 persones, la mediana anual d'ingressos fiscals per persona era de 18.130 €.

### Activitats econòmiques
Dels 27 establiments que hi havia el 2007, 1 era d'una empresa alimentària, 2 d'empreses de fabricació d'altres productes industrials, 8 d'empreses de construcció, 4 d'empreses de comerç i reparació d'automòbils, 3 d'empreses de transport, 1 d'una empresa d'hostatgeria i restauració, 2 d'empreses d'informació i comunicació, 1 d'una empresa financera, 1 d'una empresa immobiliària, 3 d'empreses de serveis i 1 d'una entitat de l'administració pública.
Dels 8 establiments de servei als particulars que hi havia el 2009, 1 era un taller de reparació d'automòbils i de material agrícola, 3 fusteries, 2 lampisteries i 2 electricistes.
L'únic establiment comercial que hi havia el 2009 era una fleca.
L'any 2000 a Bizonnes hi havia 23 explotacions agrícoles que ocupaven un total de 854 hectàrees.

## Equipaments sanitaris i escolars
El 2009 hi havia una escola elemental.

## Poblacions més properes
El següent diagrama mostra les poblacions més properes.